# Alapići
Alapići (tudi Hlapčići) so bili hrvaška plemiška rodbina v 15. stoletju, ki je imela posestva v Slavoniji.
Zadnji član rodbine, Gašpar Alapić (? - 1584) je bil eden maloštevilnih mož, ki so preživeli obleganje Sigeta leta 1566. Kot podban je februarja 1573 kruto zatrl upor Matije Gubca.
Med 1574 in 1578 je bil hrvaško-dalmatinsko-slavonski ban.